# Mixco Viejo
Mixco Viejo, também conhecido como Jilotepeque Viejo, é um sítio arqueológico de um assentamento do período pós-clássico da Civilização Maia. Está localizado na cidade de San Martin Jilotepeque, no departamento Chimaltenango, na Guatemala.

## História
O assentamento era habitado pelos Chajóma, um grupo da etnia Kaqchikel, que chamavam a cidade de Chuwa Nima'Ab'Äj (frente da grande pedra). Ainda não se sabe a data exata da fundação do assentamento, mas há evidências das construções mais antigas datarem do século XIII.
Em 1524, o explorador espanhol Pedro de Alvarado ficou sabendo de um tesouro escondido em uma caverna que se localizava em Chuwa Nima ́Ab ́Äj, e enviou Gonzalo de Alvarado para tomar a cidade e pegar o tesouro. Gonzalo de Alvarado ao se aproximar da cidade, percebeu a dificuldade do cerco, pois a cidade possuía uma arquitetura defensiva. Ficou observando até descobrir um estreito caminho esculpido em zigue-zague, na face norte da elevação, em uma encosta quase vertical. Acessou a cidade por este caminho, ocorrendo uma batalha e incêndio do assentamento. Após a conquista dos espanhóis, a cidade foi abandonada.

## Características
O local para a construção do assentamento foi estrategicamente escolhido, por estar próxima a dois rios, Pixcayá e Motagua; no topo de uma colina; e cercada por ravina, proporcionando um assentamento defensivo.
O sítio possui 120 estruturas. Essas estruturas se dividem em grupos, sendo 3 delas de maior relevância. As bases das estruturas eram feitas com pedra-pome e argila, forradas com pedra de xisto e ardósia. Todo o material era provenientes das margens dos rios localizados mais abaixo do assentamento; e usavam, para reboco, uma camada de estuque pintado em cores diversas.

### Grupo A
Possui uma praça cerimonial, com um altar em seu centro; uma quadra de bola, com as laterais fechadas; um templo piramidal; 7 longas plataformas retangulares; e 10 plataformas pequenas para residências.

### Grupo B
Possui um terraço de alvenaria de 4 metros de altura, que leva até um elevado circular, e é composto pelas "pirâmides gêmeas" com um pequeno altar na frente; uma pequena pirâmide; quatro altares no centro da praça; quatro plataformas alongadas; com duas plataformas pequenas; e uma quadra de jogo de bola, com laterais fechadas.

### Grupo C
Este grupo está localizado na parte mais alta do assentamento. É separado dos outros dois grupos por um terraço de alvenaria com duas escadas de acesso. E possui uma pirâmide; uma plataforma alongada; e 2 altares no centro. Neste grupo está as ruínas mais bem preservada de uma residência do assentamento, apresentando colunas e um cômodo com estuque de gesso e restos de tinta.

## Pesquisas e escavações
As ruínas foram descobertas em 1896, pelo arqueólogo alemão Karl Sapper, que fez desenhos e anotações referente as ruínas. Sapper foi o responsável por denominar os grupos de estruturas em A, B, C, D, E, F e G.
Novas escavações e estudos foram feitas por Henri Lehmann, através da Missão Científica Franco-Guatemalteca, de 1954 a 1967. Durante esta missão, foi feita uma cartografia completa do sítio e a maioria das estruturas foram restauradas. Parte dos artefatos encontrados, ficaram sob o depósito do Museu do Homem de Paris em um contrato de 50 anos, para poder ser restaurado e estudado. Na época, a Guatemala não tinha especialistas para restaurar e estudar os artefatos cientificamente. Os artefatos em boas condições foram para o Museu Nacional de Arqueologia e Etnologia, na Guatemala.
No ano de 1976, ocorreu um terremoto que destruiu algumas das restaurações feitas. Após o terremoto, 70% das estruturas afetadas, foram recuperadas pelo arquiteto Marcelino González.
Durante as escavações, descobriram costumes funerários do assentamento. Encontraram urnas funerárias com cinzas humanas, e adornos de jade, vasilhas com comida, machados, entre outros. Também encontraram restos mortais de crianças e mulheres enterrados diretamente na terra, com os corpos direcionados à praça cerimonial central. Foram encontrados artefatos de cerâmicas como panelas com alça e sem alça, jarros, incensários, entre outros. A representação de serpente foi muito usada para ornamentar as cerâmica. Também encontraram pontas de lanças e flechas, sendo a obsidiana a pedra mais usada para estas pontas.

## Galeria de fotos

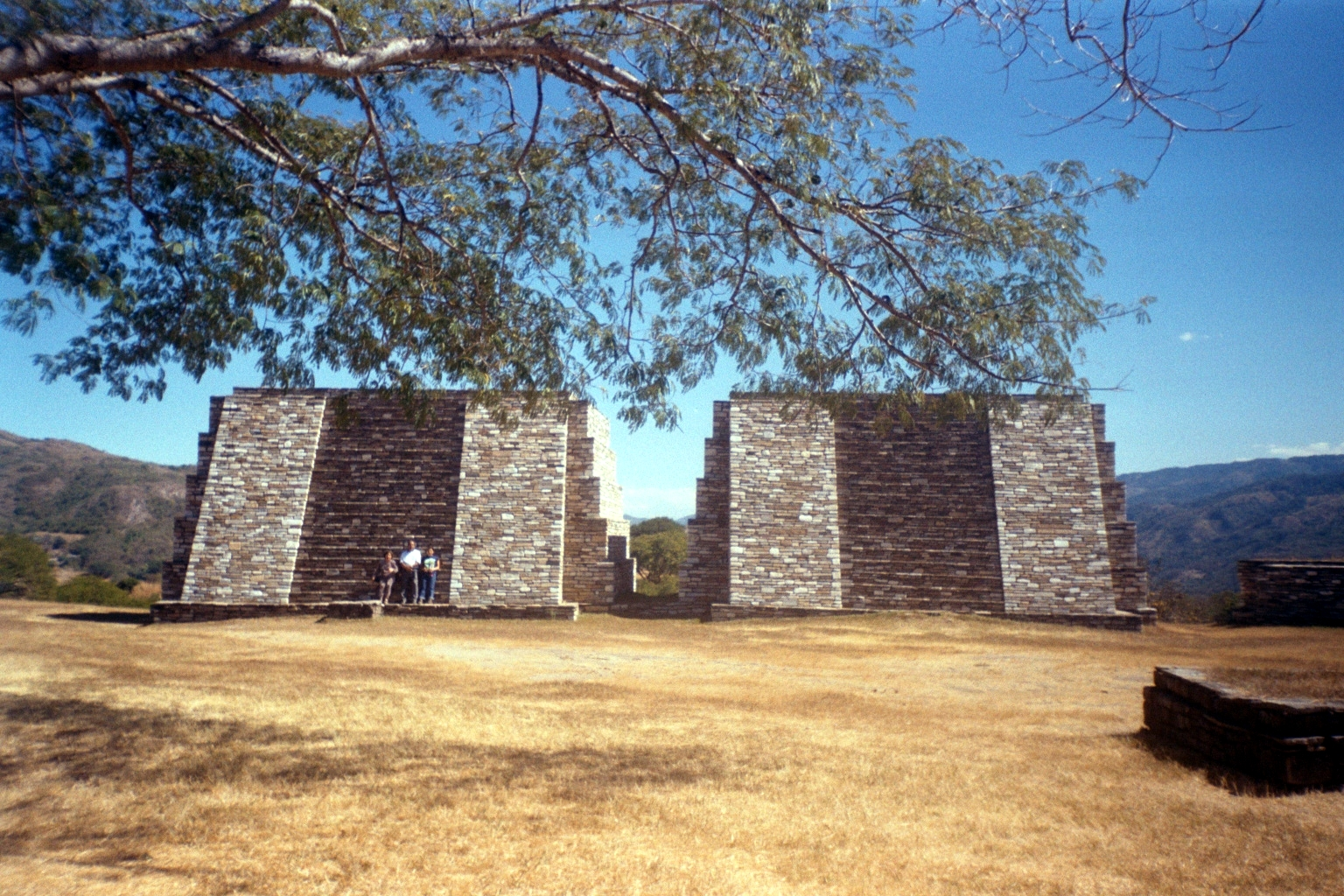
"Pirâmides gêmeas"
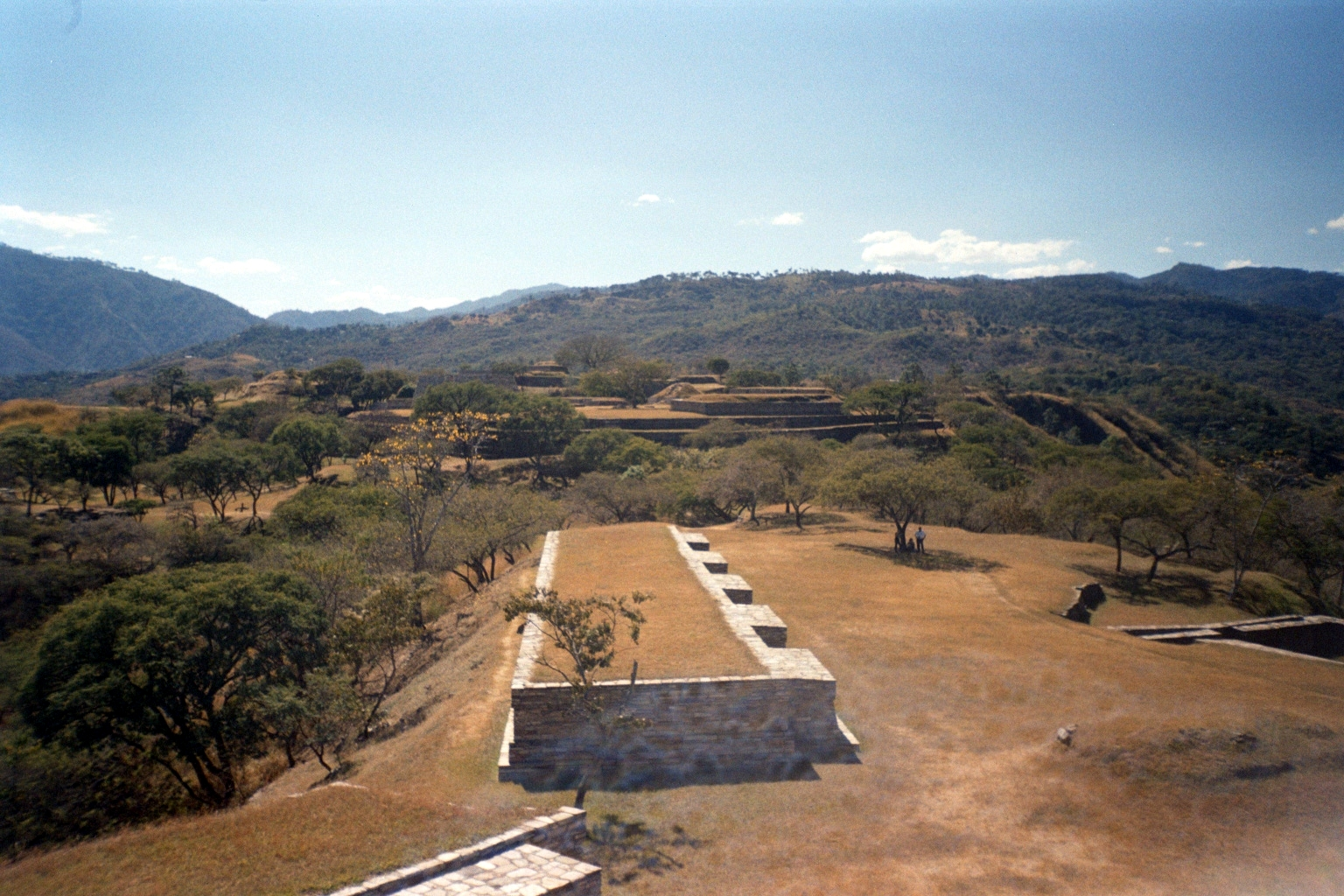
Longas plataformas
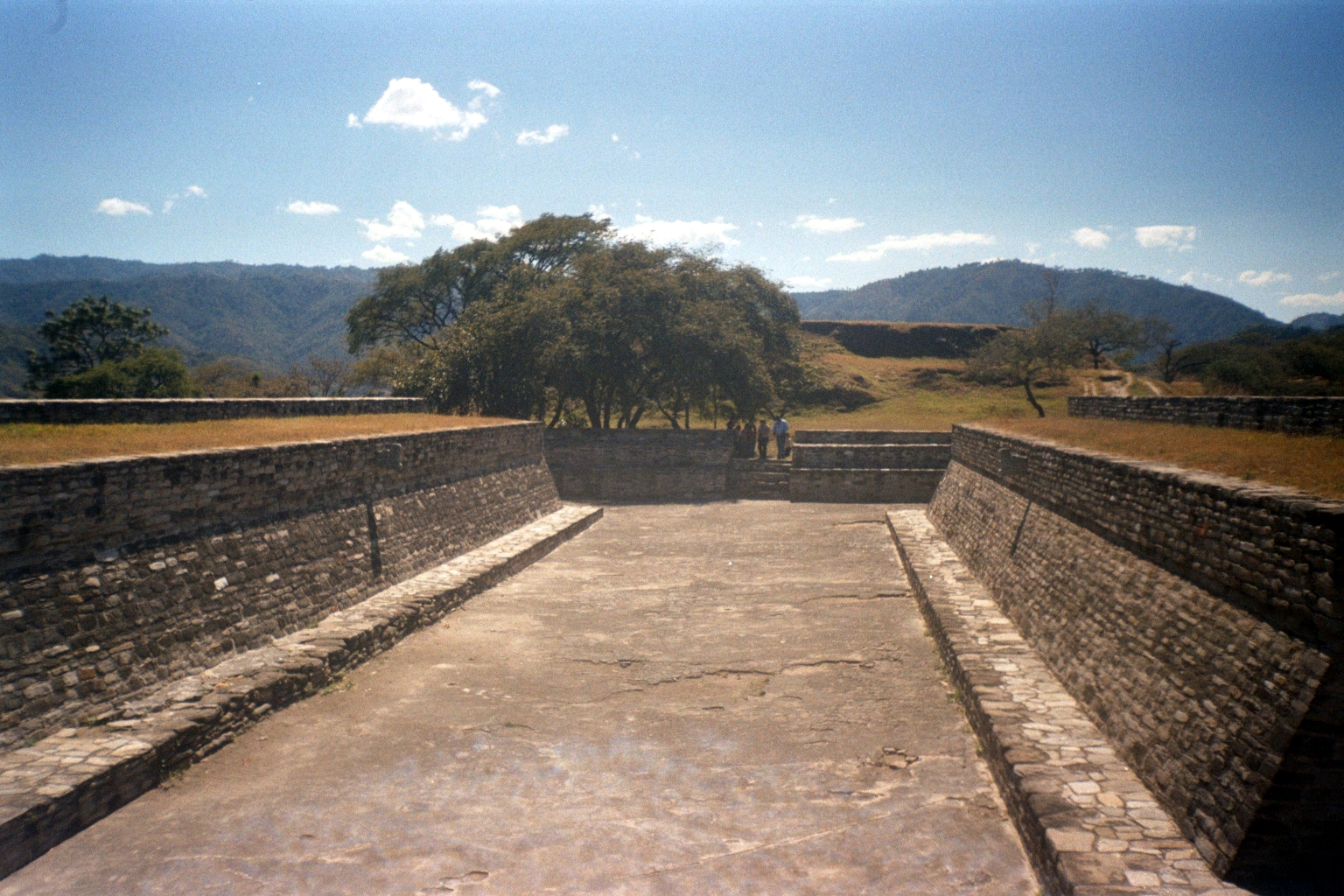
Quadra de bola
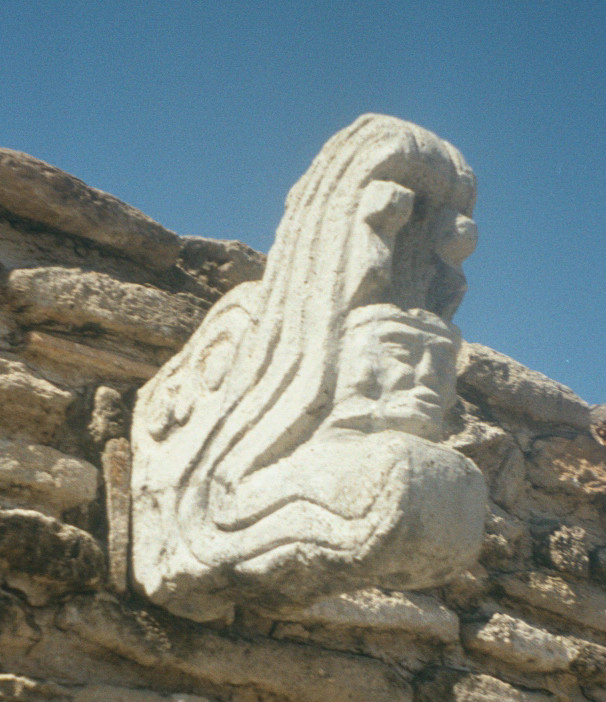
Escultura da quadra de bola.